# Hu Jintao
Hu Jintao (wym. [xǔ t͡ɕìntʰɑ́ʊ̯]; chiń. upr. 胡锦涛; chiń. trad. 胡錦濤; pinyin Hú Jǐntāo; ur. 21 grudnia 1942 w Taizhou) – chiński polityk, sekretarz generalny Komunistycznej Partii Chin w latach 2002–2012, przewodniczący Chińskiej Republiki Ludowej od 15 marca 2003 do 14 marca 2013.

## Życiorys
Członek KPCh od kwietnia 1964; ukończył studia inżynieryjne na Uniwersytecie Tsinghua. Pracował jako inżynier, specjalista konserwacji wodnych, jednocześnie kontynuował karierę partyjną. Działał także w organizacjach młodzieżowych.
Do 1982 był sekretarzem komitetu prowincjonalnego Ligi Młodzieży Komunistycznej w Gansu, 1982–1984 sekretarzem, a 1984–1985 pierwszym sekretarzem Komitetu Centralnego tej organizacji. Był także przewodniczącym Ogólnochińskiej Federacji Młodzieży. Na XII kongresie KPCh (1982) został wybrany zastępcą członka Komitetu Centralnego, jeszcze przed kolejnym kongresem zyskał status pełnego członka KC. W latach 1983–1988 był członkiem Stałego Komitetu Narodowego Komitetu Ludowej Politycznej Konferencji Konsultatywnej Chin.
W latach 1985–1988 sekretarz Komitetu Prowincjonalnego KPCh w Guizhou, 1988-1992 sekretarz Komitetu KPCh w Tybetańskim Regionie Autonomicznym. Od 1992 członek Biura Politycznego Komitetu Centralnego oraz Stałego Komitetu BP KC partii, a także członek Sekretariatu KC. W 1993 został prezydentem Szkoły Partyjnej przy KC KPCh.
Od 1998 wiceprzewodniczący Chińskiej Republiki Ludowej, od 1999 wiceprzewodniczący Centralnej Komisji Wojskowej ChRL i Centralnej Komisji Wojskowej KPCh. W listopadzie 2002 został następcą Jiang Zemina na stanowisku sekretarza generalnego partii komunistycznej, a w marcu 2003 na stanowisku przewodniczącego ChRL. We wrześniu 2004 po rezygnacji Jiang Zemina został także przewodniczącym Centralnej Komisji Wojskowej KPCh, w marcu 2005 przewodniczącym Centralnej Komisji Wojskowej ChRL. Na sesji parlamentu 15 marca 2008 ponownie wybrany na stanowisko głowy państwa.
W listopadzie 2012 zastąpiony na stanowisku sekretarza generalnego KPCh przez Xi Jinpinga. Urząd przewodniczącego Chińskiej Republiki Ludowej złożył 14 marca 2013, wraz z zatwierdzeniem jego następcy, Xi Jinpinga.

## Odznaczenia
- Order Pakistanu (2006)[3]
- Krzyż Wielki Orderu Słońca Peru (2008)